# 梵魚寺駅
梵魚寺駅（ポモサえき）は、大韓民国釜山広域市金井区青龍洞にある釜山交通公社1号線の駅。駅番号は133。
梵魚寺への最寄り駅ではあるが、梵魚寺へは当駅より北西へ約2kmほどの距離にある。

## 駅構造
相対式ホーム2面2線の地下駅で、スクリーンタイプのホームドアが設置されている。改札内でのホーム間の移動はできない。出入口は8箇所に設けられている。

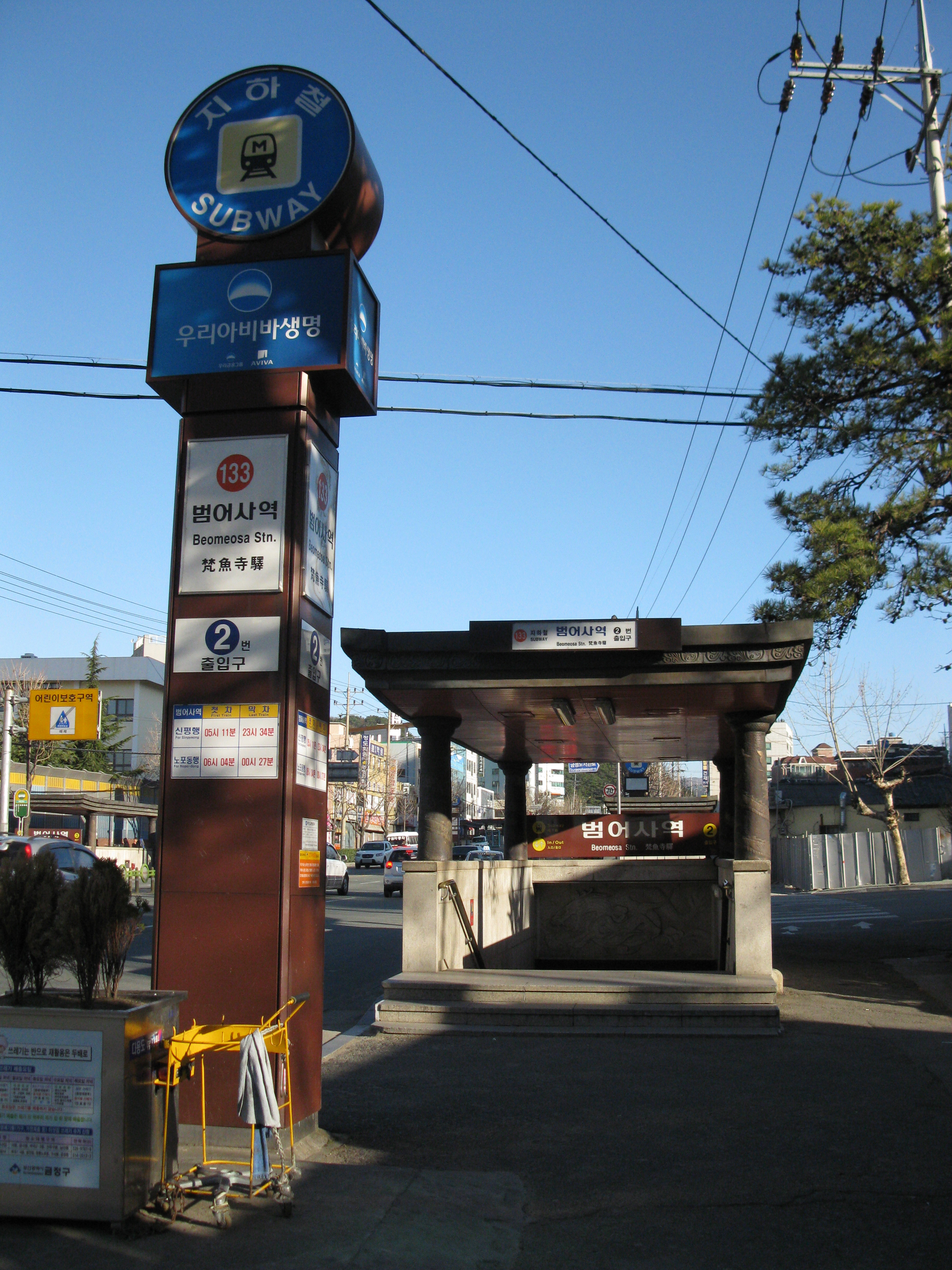
2番出入口（2009年2月）
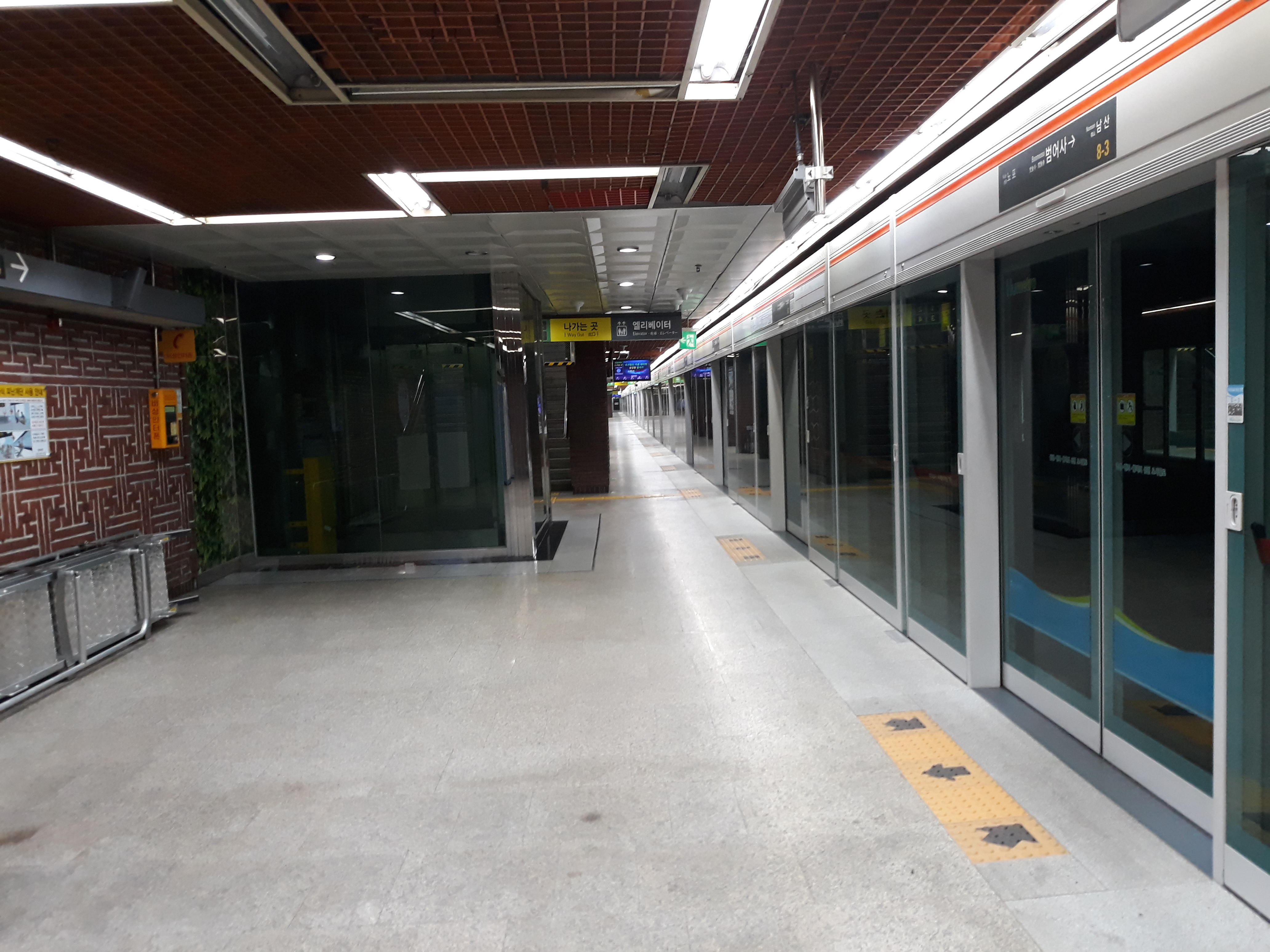
上りホーム（2018年5月）
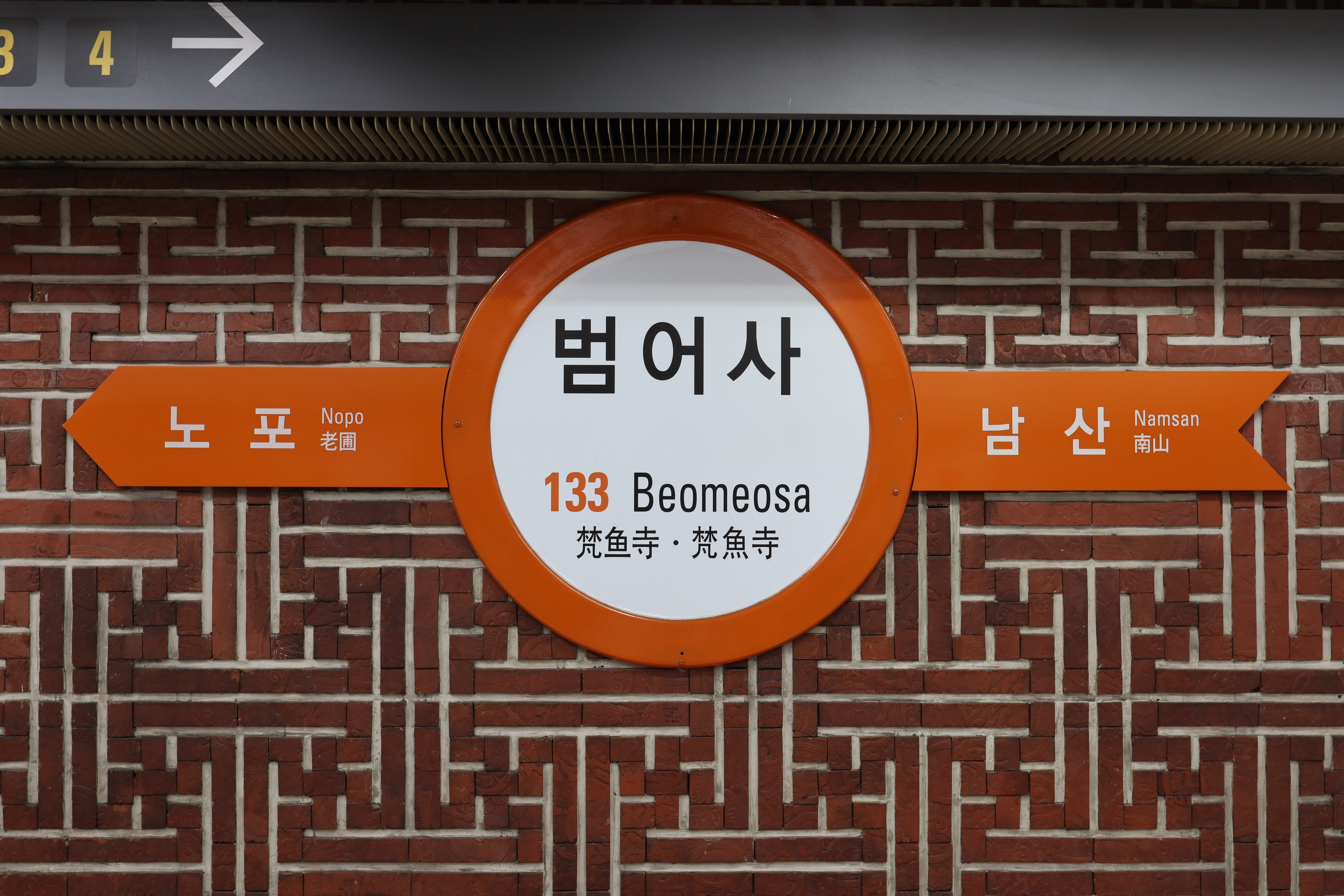
駅名標

### のりば
| 上り | 1号線 | 多大浦海水浴場方面 |
| 下り | 1号線 | 老圃方面           |

## 歴史
- 1985年7月19日 - 1号線ポムネゴル - 当駅間開通に伴い、終着駅として開業。
- 1986年12月19日 - 当駅 - 老圃洞（現・老圃）間延伸に伴い途中駅となる。

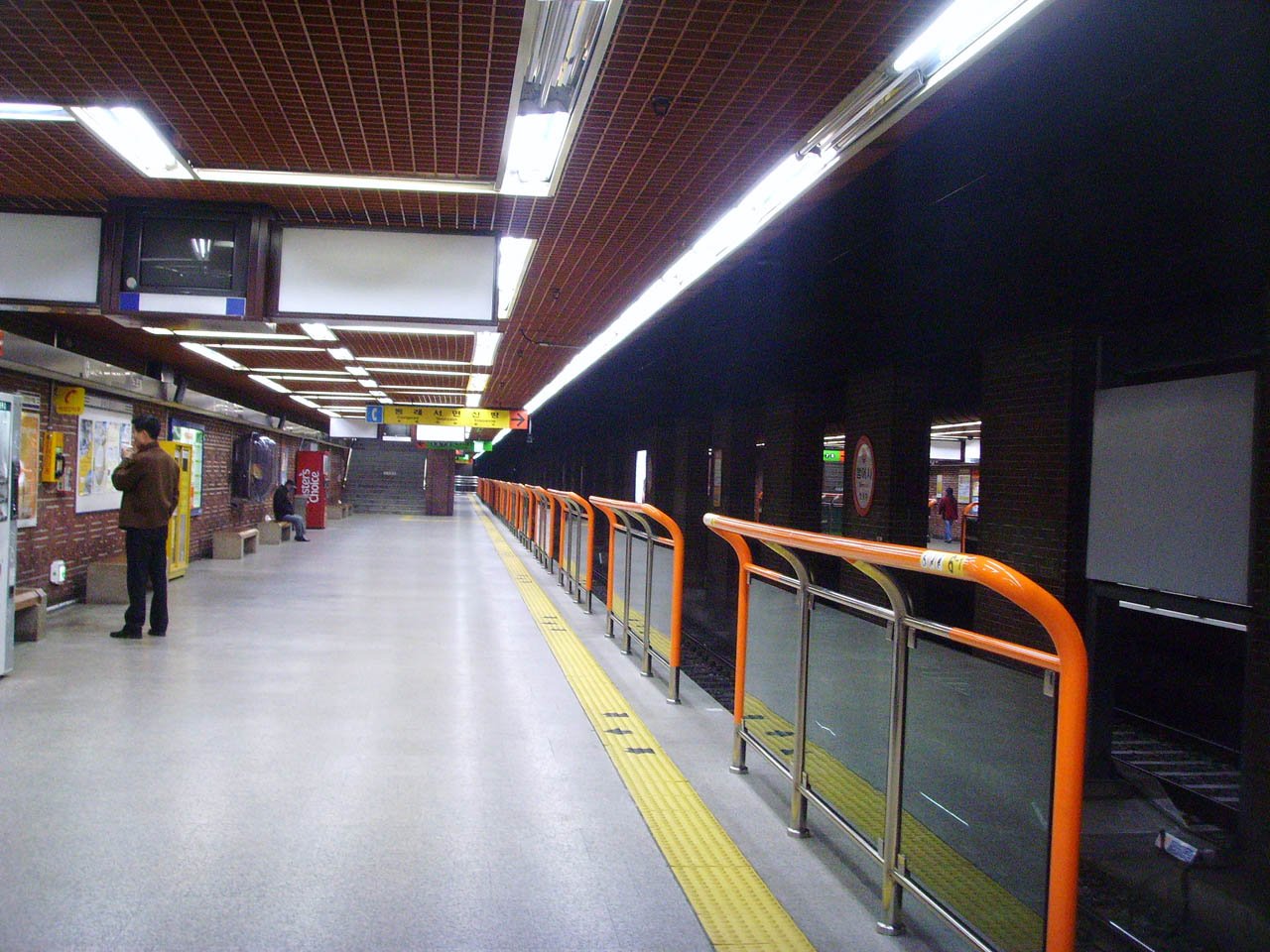
ホームドア設置前の上りホーム（2008年2月）
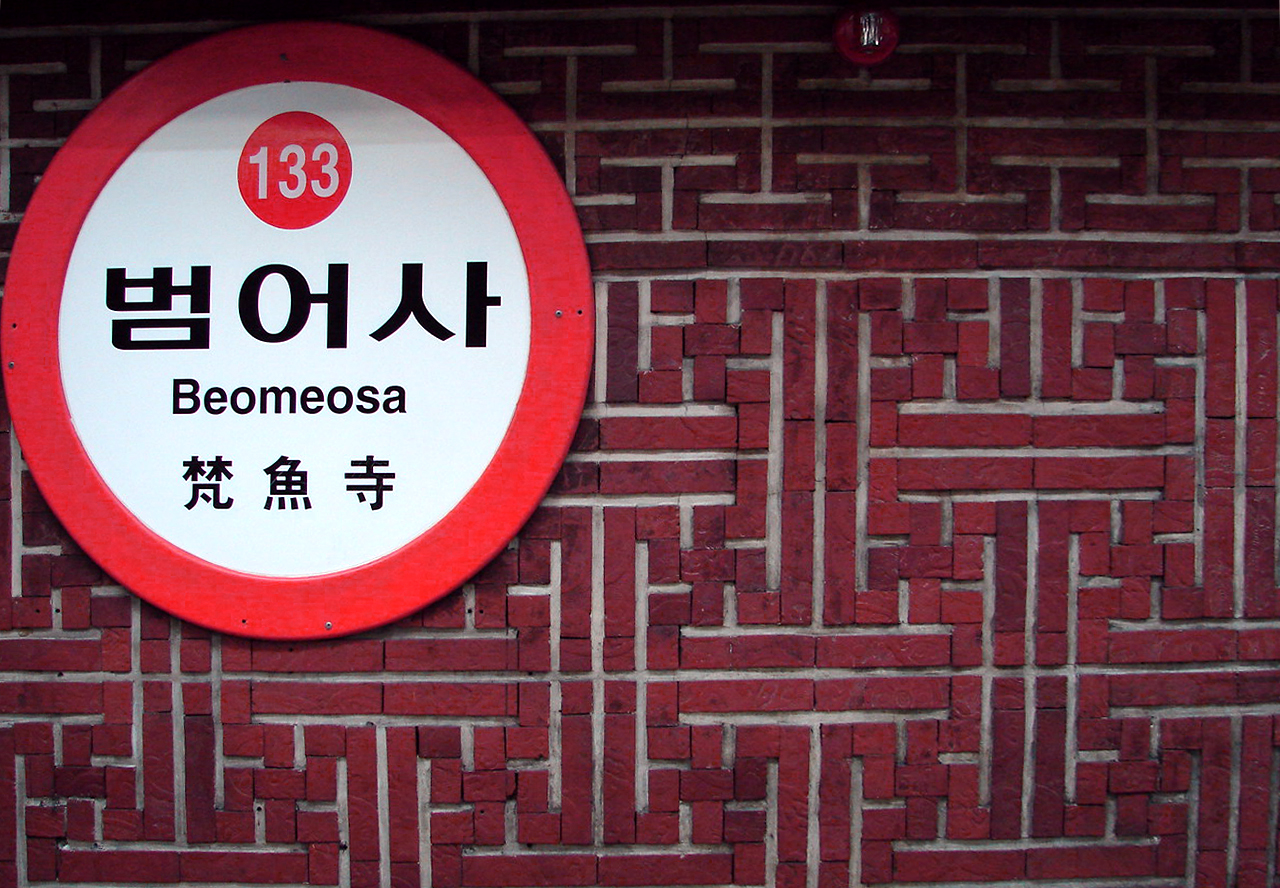
旧駅名標

## 駅周辺
- 梵魚寺
- 青龍老圃洞住民センター
- 南山洞住民センター
- 永楽市立公園墓地
- 国道7号線
- 青龍初等学校
- 釜山保護観察所東釜支所
- 金井中学校
- 金井図書館
- KT青龍支店

## 隣の駅
釜山交通公社
 1号線
南山駅（132） - 梵魚寺駅（133） - 老圃駅（134）